# Football Club Sochaux-Montbéliard
O FC Sochaux-Montbéliard é um clube de futebol francês da cidade de Montbéliard. A equipe participa da segunda divisão do Campeonato Francês. Suas cores são amarelo e azul.

## História
O FC Sochaux-Montebéliard foi fundado em 1928 por iniciativa da empresa Peugeot usando o nome de FC Sochaux. Em 1930 o clube fundiu-se com o AS Montbéliard e mudou o nome para o atual. Em 1932 o clube tornou-se profissional e em 1935 foi campeão francês pela primeira vez. Foi o primeiro clube profissional a ser fundado na França em 1928 e que permaneceu até 2012 como o clube que jogou mais temporadas na elite profissional francesa.

## Títulos
Copa Mohamed V: 1
(1989)
 Ligue 1: 2
(1934-35, 1937-38)
 Ligue 2: 2
(1946-47, 2000-01)
 Coupe de France: 2
(1936-37, 2006-07)
 Coupe de la Ligue: 1
(2003-04)
 Copa Charles Drago: 3
(1953, 1963, 1964)
 Copa Gambardella: 3
(1983, 2007, 2015)